# Batshireet
Batshireet (mongoliska: Батширээт Сум, Батширээт, Batshireet Sum) är ett distrikt i Mongoliet.   Det ligger i provinsen Chentij, i den östra delen av landet, 260 km öster om huvudstaden Ulaanbaatar.